# Wanderers (Namibia)
Wanderers (auch Wanderers Windhoek oder Wanderers Sports Club) ist ein Sportverein in der namibischen Hauptstadt Windhoek. Er ist eine der größten Vereine des Landes und stellt mit dem „Wanderers Sports Ground“ den größten privaten Sportkomplex des Landes. Hier befindet sich mit dem Wanderers Cricket Ground das faktische nationale Cricketstadion des Landes.
Neben Spielen der Sportabteilungen Rugby, Cricket, Hockey, Squash und Netball finden auf dem Gelände vor allem auch Konzerte und Messen statt.
Wanderers zählt vor allem in den Sportarten Cricket und Rugby zu den erfolgreichsten Mannschaften Namibias. So wurden die Wanderers unter anderem 2010, 2018, 2022 und 2024 namibischer Rugbymeister und 2009 Cricket-Meister.